# 比曲
比曲，也称培曲、各同培曲，位于中华人民共和国西藏自治区东部的一条河流，是澜沧江的左岸支流。发源于昌都市察雅县阿孜乡觉萨村以北，自源头蜿蜒向东南流，经阿孜乡阿都村、阿琼村后进入芒康县，转西南流，至芒康县措瓦乡仲日村复向东南流，左纳日曲（熊曲）后折向南流，至桶巴进入峡谷段，蜿蜒向西南流，最后汇入澜沧江。河长62千米，流域面积1060平方千米，落差1760米。